# Aerion AS2
Die Aerion AS2 war ein 2014 angekündigtes überschallschnelles Geschäftsreiseflugzeug der US-amerikanischen Firma Aerion Corporation, das in Kooperation mit dem Luftfahrthersteller Boeing hergestellt werden und 2026 in Betrieb gehen sollte.
Im April 2020 wurde das ursprüngliche Flügelkonzept fundamental geändert: Neu sollte ein stark und auch an der Hinterkante gepfeilter Deltaflügel zum Einsatz kommen und zwei der mittlerweile drei Triebwerke wanderten von der Flügelwurzel weg unter den Flügel.
Im Mai 2021 wurde das Projekt eingestellt.

## Übersicht
Im September 2014 wurde das Projekt als Nachfolger der Aerion SBJ bekanntgegeben und die ersten Testflüge für 2019 avisiert. Für die ersten 50 verkauften Flugzeuge bezifferte Aerion im 2014 den Stückpreis auf 120 Millionen US-Dollar.
Die Entwicklung wurde in Kooperation mit Airbus begonnen. Airbus schied 2017 aus und an seine Stelle trat Lockheed Martin. Ab 2019 wechselte wiederum die Zusammenarbeit zu Boeing. Boeing soll aber seine technische und finanzielle Unterstützung nie aufgenommen haben. Bei General Electric wurden 2017 die Arbeiten am Triebwerk aufgenommen. Als Treibstoff sollte synthetischer Treibstoff des Partners Carbon Engineering zum Einsatz kommen.
Anfang Mai 2020 wurde das Flügelkonzept und die Anordnung der Triebwerke definitiv geändert. Von September bis November 2020 wurde dieses Konzept bei ONERA in Frankreich im Windkanal getestet.
Am 21. Mai 2021 gab Aerion die Einstellung des Projekts bekannt. Als Grund nannte das Unternehmen Schwierigkeiten bei der Beschaffung neuen Kapitals zur Finanzierung des Projekts.

## Auslegung
Die AS2 sollte eine Höchstgeschwindigkeit von Mach 1,5 erreichen. Das laminare Flügelprofil des dünnen Flügels aus Kohlenstofffasern sollte den Luftwiderstand um 20 % reduzieren, um den Kerosinverbrauch zu verringern und die Reichweite zu vergrößern. Die Kabine war für rund 10 Passagiere ausgelegt. Um Flugrestriktionen von Überschallflügen über Land zu mildern, erteilte die NASA einen Auftrag an Rockwell Collins zur Entwicklung eines Displays, das den Überschallknall am Boden simuliert und den Piloten visualisiert. Derart kontrolliert und ständig mit aktuellen Wetterdaten versorgt wäre ein Flug im tiefen Überschallbereich je nach atmosphärischer Schichtung auch über Land möglich (Mach Cut-Off). Diese Überschallgeschwindigkeit hätte das Flugzeug ohne Nachbrenner erreichen und somit über eine Supercruise-Fähigkeit verfügen sollen.
Aufgrund verschärfter Fluglärm-Vorschriften ab 2020 hatte Aerion den Entwurf zunächst von zwei auf drei Triebwerke erweitert. Aufgrund des zusätzlichen Triebwerks in der Wurzel des Seitenleitwerks wurde dabei aus dem Kreuzleitwerk ein T-Leitwerk. Die Anordnung der anderen zwei Triebwerke am Rumpf war in verschiedenen Modellen an der Flügelhinterkante oder an der Flügelwurzel geplant. Auch die Anordnung der Flügel wurde variiert: 2017 hatte Aerion den AS2 als Schulterdecker mit ungepfeilten Flügeln präsentiert.
Im Jahr 2020 wurde ein letztes Mal das Flügelkonzept definitiv geändert. Der Flügel war nun stark gepfeilt und wurde teils als Deltaflügel bezeichnet. Das konventionelle Leitwerk blieb jedoch erhalten und änderte sich wieder von einem T-Leitwerk zum Kreuzleitwerk. Die zwei äußeren Triebwerke kamen unter den Flügel zu liegen und nicht mehr nahe am Rumpf.

## Produktion und Logistik
Am 15. Oktober 2018 gab Aerion bekannt, dass GE Aviation das leistungsfähigste Triebwerk entwickeln werde, welches jemals einen Businessjet angetrieben habe. Die Flugzeugkabine werde von Inairvation entwickelt, einem Gemeinschaftsunternehmen von Lufthansa Technik und der österreichischen F. List GmbH. Zur Belüftung sollte von einem System von Liebherr Aerospace Außenluft anstelle von Zapfluft verwenden.
Die Endmontage sollte von Aerion erbracht werden, das dafür erforderliche 40 Hektar große Endmontagewerk wurde ab 2018 neben einem Flughafen mit einer Start- und Landebahn mit mindestens 2700 Meter Länge in den Vereinigten Staaten gesucht. Im April 2020 wurde der Orlando Melbourne International Airport als dieser Flughafen benannt. Der Bundesstaat Florida genehmigte eine staatliche Beihilfe für das 300-Millionen-Projekt.

## Bestellungen
Am 17. November 2015 bestellte die kanadische Charterfluggesellschaft Flexjet insgesamt 20 Aerion AS2 mit einem Auftragsvolumen von 2,4 Milliarden US-Dollar, deren Erstauslieferung für Anfang 2023 terminiert war. Der Hersteller prognostizierte das Marktpotenzial der AS2 auf 600 Stück über einen Zeitraum von 20 Jahren. Eine Erstauslieferung wurde fünf Jahre nach der Bestellung für das Jahr 2026 für möglich gehalten. Eine weitere Verzögerung durch die Corona-Pandemie im Jahr 2020 war ebenfalls möglich. Kurz vor Programmabbruch sicherte sich NetJets im März 2021 Optionen auf 20 Stück AS2.

## Spezifikation
| Kenngröße                    | Daten                                                           |
| ---------------------------- | --------------------------------------------------------------- |
| Besatzung                    | 2                                                               |
| Passagiere                   | 8–12                                                            |
| Länge                        | 51,8 m (170 ft)                                                 |
| Spannweite                   | 18,6 m (61 ft)                                                  |
| Höhe                         | 6,7 m (22 ft)                                                   |
| Kabinenabmessung             | Länge 9,1 m / Höhe 1,9 m / Breite 2,2 m                         |
| Flügelfläche                 | 125 m² (1350 ft²)                                               |
| Flügelstreckung              | 2,8                                                             |
| Leermasse                    | 22.588 kg (49.800 lb)                                           |
| Basic Operating Weight (BOW) | 26.218 kg (57.801 lb)                                           |
| max. Startmasse              | 54.884 kg (121.000 lb)                                          |
| Reisegeschwindigkeit         | Mach 1,4                                                        |
| Höchstgeschwindigkeit        | Mach 1,5                                                        |
| Dienstgipfelhöhe             |                                                                 |
| Reichweite                   | 4750–5000 NM (8800–9260 km)                                     |
| Triebwerke                   | 3× Mantelstromtriebwerke mit je 66,7 kN (15.000 lbs) Startschub |